# Christopher Cook
Christopher Cook (Toronto, 1 de octubre de 1974) es un deportista canadiense que compitió en vela en la clase Finn.
Ganó una medalla de bronce en el Campeonato Mundial de Finn de 2005. Participó en los Juegos Olímpicos de Pekín 2008, ocupando el quinto lugar en la clase Finn.

## Palmarés internacional
| \| Campeonato Mundial \| Campeonato Mundial \| Campeonato Mundial \| Campeonato Mundial \| \| Año \| Lugar \| Medalla \| Clase \| \| ------------------ \| ------------------ \| ------------------ \| ------------------ \| \| 2005 \| Moscú (Rusia) \| Medalla de bronce \| Finn \| |               |                   |       |
| Campeonato Mundial |               |                   |       |
| Año | Lugar         | Medalla           | Clase |
| 2005 | Moscú (Rusia) | Medalla de bronce | Finn  |